# Służba Bezpieczeństwa
Pour les articles homonymes, voir SB.
Le Służba Bezpieczeństwa (SB, c’est-à-dire : « service de sécurité »), appelé jusqu'en 1954 : Urząd Bezpieczeństwa (UB), était le service de renseignement et la police secrète du régime communiste de la République populaire de Pologne.
C'était une section en civil du ministère des Affaires intérieures (Ministerstwo Bezpieczeństwa Publicznego) avec le droit d'enquêter sur quiconque était perçu par le gouvernement comme un élément subversif, tant à l'intérieur du pays qu'à l'étranger. Il fut mis en place en 1944 sous le nom de Urząd Bezpieczeństwa (UB), d'où dérive l'expression argotique polonaise pour désigner un policier secret : « Ubek ».
De 1945 à 1954, l'UB était sous la dépendance stricte du NKVD puis du KGB. Elle était alors notamment chargée, entre autres, des enquêtes et des poursuites contre ceux suspectés d'être des sympathisants des Occidentaux après la Seconde Guerre mondiale. Elle fut renommée SB en 1956. S'ensuivit alors une relative période d'inaction lors des réformes de Władysław Gomułka. À partir de 1968, le service est réactivé et est chargé de l'élimination des opposants. Dans les années 1980, le SB s'occupa surtout du mouvement syndical Solidarność, dont les leaders étaient sous la surveillance constante du SB, jusqu'à son remplacement par l’Urząd Ochrony Państwa en 1990 après la chute du communisme.

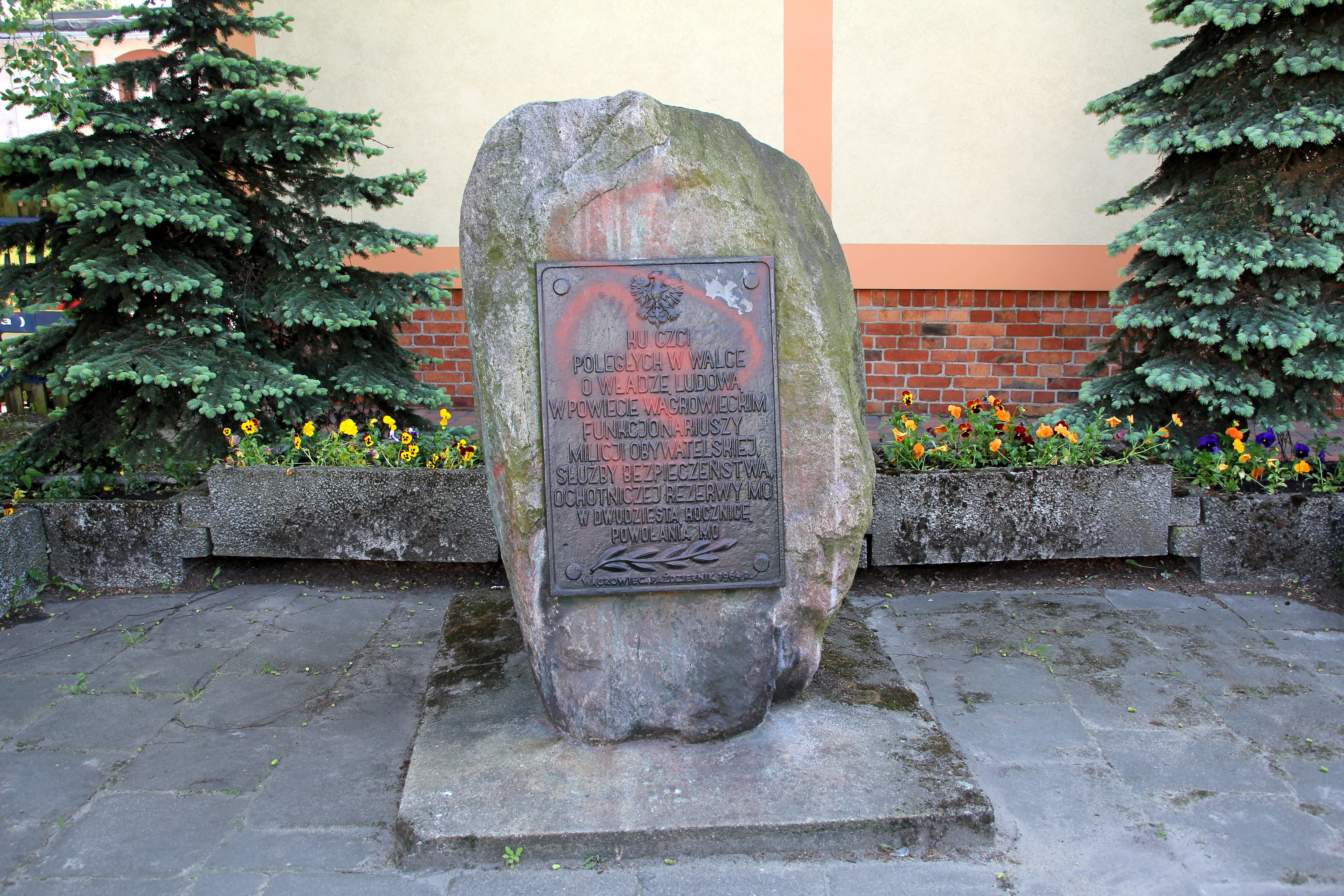
Monument aux morts des victimes de la Milice et du Service de sécurité populaire à Wągrowiec.

Il est à noter que le camp de concentration nazi de Zgoda (section du camp d'Auschwitz basée à Świętochłowice) a été récupéré par le SB en novembre 1945 pour servir de prison pour les opposants au régime. La torture était courante, et près de 2 000 personnes y seraient mortes. Le directeur du camp, Salomon Morel, a été recherché par les autorités polonaises à la chute du communisme pour crimes contre l'humanité, jusqu'à sa mort en février 2007. 
Parmi les mouvements éliminés ou les personnes exécutées par le SB figurent Witold Pilecki (cofondateur de TAP) et le prêtre catholique Jerzy Popiełuszko. Depuis 1990, beaucoup d'agents du SB ont été jugés pour leurs crimes.